# Мафалда Савойска (1125 – 1157)
Вижте пояснителната страница за други личности с името Мафалда Савойска.
Мафалда Савойска, родена като Матилда (на каталонски, арагонски, испански, португалски и галисийски: Mafalda; на френски: Mathilde, в древни времена Mahaut/Mahald; на латински: Mathilda, на италиански: Mafalda di Savoia; * 1125, † 3 декември 1157 или 1158, Коимбра, Кралство Португалия), е принцеса от Савойската династия и чрез брак първа кралица на Португалия от 1146 г. до смъртта си.

## Произход
Мафалда е дъщеря на Амадей III Савойски (* ок. 1095, † 1148), седми граф на Савоя, граф на Аоста и Мориен, който е първият, официално приел титлата „граф на Савоя“, и на съпругата му Аделаида († сл. юли 1134), чиито предци са неизвестни. Амадей III, според френския историк Самюел Гишенон, е най-големият син на Хумберт II Дебели, 6-и граф на Савоя, граф на Аоста, граф на Мориен, и маркграф на Италия, и на съпругата му Гизелда или Гизела Бургундска. Има една сестра:
- Алиса или Елиза (* ок. 1123/25, † 1174), съпруга на Хумберт III, господар на Божьо.

Има и четирима природени братя и три или четири природени сестри от втория брак на баща си, сред които Хумберт Савойски (* 1136; † 1188), граф на Мориен и на Савоя като Хумберт III.

## Биография
Матилда губи майка си Аделаида около 1134 г. Баща ѝ Амадей III се жени за втори път около 1135 г. за Матилда Албонска, дъщеря на графа на Албон Гиг V, и на съпругата му кралица, известна като Матилда.
Между зимата и пролетта на 1145 или 1146 г. Матилда се омъжва за първия крал на Португалия Афонсу I, син на френски благородник, който става граф на Португалия – Анри Бургундски, и на принцеса Тереза Леонска, извънбрачна дъщеря на краля на Леон и Кастилия Алфонсо VI Смели, и на неговата любовница, Химена Нунес де Лара. Двамата имат трима сина и три дъщери.
Матилда е първата кралица на Кралство Португалия от 1146 г. до смъртта си като съпруга на първия крал. След пристигането си в Португалия тя започва да се нарича Мафалда, поради португалска промяна на 
името „Матилда“ (или по-скоро от окситанското Махалт). След брака си получава господството на малък град близо до Валпасос, наречен Канавесес.
В същата година на брака Мафалда е спомената заедно със съпруга относно дарение за Манастира на Светия кръст в Коимбра. Двамата правят дарение и на Приората в Ла Шатите сюр Лоар (Ниевр) през юли 1145 г.
Мафалда умира на около 32 години на 3 декември 1157 или 1158 г. в Коимбра и е погребана в Манастира на Светия кръст, където по-късно са погребани нейният съпруг Афонсу I и синът ѝ Саншу I.

## Брак и потомство
∞ между зимата и пролетта на 1145 или 1146 за първия крал на Португалия Афонсу I (* 25 юли 1109, Гимараеш; † 6 декември 1175, Коимбра), син на Анри Бургундски – френски благородник и граф на Португалия, и на принцеса Тереза Леонска, от когото има трима сина и четири дъщери:
- Енрике Португалски (* 5 март 1147, † пр. 1156)[22]
- Урака Португалска (* 1148, † 1211), чрез брак кралица на Леон; ∞ 1165 за краля на Леон Фердинанд II[14], от когото има един син
- Тереза Португалска (* 1151, † 1218, погребана в Манастира на Св. Мария във Вамба), чрез бракове графиня на Фландрия и херцогиня на Бургундия; ∞ 1. 1183 за графа на Фландрия Филип I[14] 2. 1193 г. за херцога на Бургундия Одо III, развод 1195 поради кръвно родство
- Мафалда Португалска (* 1153, † сл. 1162),[22] 1160 сгодена за наследника на короната на Арагон Раймонд Беренгер, бъдещ Алфонсо II, но сватба няма[23]
- Саншу I Португалски (* 11 ноември 1154, Коимбра; † 26 март 1211, пак там), крал на Португалия (1185 – 1211); ∞ 1174 за Дулсе Арагонска Беренгер, принцеса на Арагон (1152 – 1198), от която има пет сина и шест дъщери. Има и девет извънбрачни деца от три жени.
- Жоау Португалски (* 1156, † 25 август 1163)[22]
- Санша Португалска (* 24 ноември 1157, † 1166/1167, погребана в Манастира на Светия кръст в Коимбра)[22]

### Първични източници
- (LA) Cartulaire de l'abbaye de Saint-André-Le-Bas-de-Vienne1
- (LA) Monumenta Germaniae Historica, Scriptores, tomus XXIII)
- (LA) Cartulaire du prieuré de La Charité-sur-Loire (Nièvre)
- (LA) Regesta comitum Sabaudiae
- (LA) España Sagrada, Tomo XIV
- (LA) Recueil des historiens des Gaules et de la France. Tome 12
- (LA, FR) Regeste dauphinois, ou Répertoire chronologique et analytique des documents, tome I, fascicolo II

### Историографска литература
- Edgar Prestage, Il Portogallo nel Medioevo, in L'autunno del Medioevo e la nascita del mondo moderno, «Storia del mondo medievale», VII volume, 1999, с. 576 – 610, SBN IT\ICCU\CSA\0112609
- (FR) Histoire de Savoie, d'après les documents originaux,... par Victor ... Flour de Saint-Genis. Tome 1
- (FR) Histoire généalogique de la royale maison de Savoie, justifiée par titres, ..par Guichenon, Samuel
- (EN) The early history of the house of Savoy (1000-1233)
- (PT) Terceira parte da monarchia lusitana

### Други
- Mafalda (regina di Portogallo), на sapere.it, De Agostini
- (EN) COMTES de SAVOIE et de MAURIENNE 1060-1417 - MATHILDE de Savoie, на fmg.ac, Foundation for Medieval Genealogy
- (EN) KINGS OF PORTUGAL 1113-1383 (BURGUNDY-CAPET) - MATHILDE de Savoie (AFONSO Henriquez), на fmg.ac
- (EN) The House of Savoy - Matilda, на genealogy.euweb.cz, Genealogy
- (EN) Capet 47 - Mafalda of Savoy (Affonso Henriquez), на genealogy.euweb.cz, Genealogy